# لارس کارلسون (بازیکن هاکی روی یخ)
لارس کارلسون (انگلیسی: Lars Karlsson؛ زادهٔ ۲۸ ژوئن ۱۹۶۰) بازیکن هاکی روی یخ اهل سوئد است.